# Sant Aunès
Sant Aunès (en francès Saint-Aunès) és un municipi occità del Llenguadoc, situat al departament de l'Erau i a la regió d'Occitània.